# Silvano Basagni
Silvano Basagni (* 6. August 1938 in Florenz; † 10. Mai 2017 ebenda) war ein italienischer Sportschütze.

## Erfolge
Silvano Basagni nahm an drei Olympischen Spielen im Trap teil. 1972 erzielte er in München 195 Punkte, womit er hinter Angelo Scalzone und Michel Carrega den dritten Platz belegte und damit die Bronzemedaille gewann. Vier Jahre darauf kam er in Montreal mit 175 Punkten nicht über den 21. Platz hinaus. Bei den Olympischen Spielen 1980 in Moskau gelang ihm mit 194 Punkten wieder ein weit besseres Ergebnis, mit dem er den Wettkampf auf dem siebten Rang abschloss.
Bei Weltmeisterschaften gewann Basagni in der Einzelkonkurrenz zunächst 1974 in Bern Bronze und belegte 1978 in Seoul den zweiten Platz. Mit der Mannschaft wurde er 1967 in Bologna, 1977 in Antibes, 1979 in Montecatini Terme, 1982 in Caracas und 1985 nochmals in Montecatini Terme Weltmeister. 1971 in Bologna und 1974 in Bern sicherte er sich mit ihr darüber hinaus Silber sowie 1970 in Phoenix Bronze.